# Voorjaarshelmkruid
Het voorjaarshelmkruid (Scrophularia vernalis) is een twee-, meerjarige of soms vaste plant uit de helmkruidfamilie (Scrophulariaceae).
De 15-80 cm hoge plant heeft bolvormige, geelgroene bloemen van 1-2 cm groot. De bloeiperiode loopt van maart tot juli.

## Voorkomen
De plant komt voor van de berggebieden van Zuid-Europa tot Midden-Scandinavië. In België geldt de soort als zeer zeldzaam in het Maasgebied en in Nederland als zeldzaam. De plant komt daar voornamelijk voor in de duinen van Noord- en Zuid-Holland en incidenteel op buitenplaatsen in het midden van het land. De grond dient matig voedselarm te zijn en een pH van circa 7 te hebben. Op open plekken met iets humeuze zandgrond en wat lichte schaduw gedijt de plant het beste.

## Ecologische aspecten
De plant is waardplant voor Shargacucullia caninae en Shargacucullia prenanthis.